# Meagan Tandy
Meagan Yvonne Tandy (Fremont, 3 maggio 1985) è un'attrice e modella statunitense.

## Carriera
Vincitrice di numerosi concorsi di bellezza, ha due lauree prese al Chaffey College. Attualmente sta per conseguire la sua terza laurea in economia al Pomona College.

## Filmografia

### Cinema
- Unstoppable - Fuori controllo (Unstoppable), regia di Tony Scott (2010)
- Piranha 3DD, regia di John Gulager (2012)
- La duplicità (Duplicity), regia di Tyler Perry (2025)

### Televisione
- CSI: NY – serie TV, episodio 5x22 (2009)
- 90210 – serie TV, episodio 1x24 (2009)
- 10 cose che odio di te (10 Things I Hate About You) – serie TV, episodio 1x18 (2010)
- Dark Blue – serie TV, episodi 2x01-2x02 (2010)
- CSI: Miami – serie TV, episodio 9x13 (2011)
- Zeke e Luther (Zeke and Luther) – serie TV, episodio 3x11 (2011)
- Jane - Stilista per caso (Jane by Design) – serie TV, 13 episodi (2012)
- Baby Daddy – serie TV, episodio 2x09 (2013)
- Terapia d'urto (Necessary Roughness) – serie TV, episodio 3x08 (2013)
- Teen Wolf – serie TV, 18 episodi (2013-2016)
- Stalker – serie TV, episodio 1x05 (2014)
- NCIS: Los Angeles – serie TV, episodio 6x7 (2014)
- Red Band Society – serie TV, episodio 1x07 (2014)
- Unreal – serie TV, 10 episodi (2016)
- The Mayor – serie TV, episodio 1x06 (2017)
- 9JKL - Scomodi vicini (9JKL) – serie TV, episodio 1x10 (2017)
- Streghe (Charmed) – serie TV, 3 episodi (2018)
- Batwoman – serie TV, 50 episodi (2019-2022)

## Doppiatrici italiane
Nelle versioni in italiano dei suoi film, Meagan Tandy è stata doppiata da:
- Giuliana Atepi in Jane - Stilista per caso
- Eleonora Reti in Batwoman
- Roberta De Roberto in Teen Wolf
- Beatrice Caggiula in Piranha 3DD
- Gemma Donati in NCIS: Los Angeles
- Eva Padoan in La duplicità